# Arthur Spiethoff
Arthur Spiethoff (né le 13 mai 1873 à Düsseldorf et mort le 4 avril 1957 à Tübingen) est un économiste allemand.